# Oberclev
Oberclev ist ein Wohnplatz in der Gemeinde Kürten im Rheinisch-Bergischen Kreis.

## Lage und Beschreibung
Der Ort liegt südlich von Schmitte an der Gemeindegrenze zu Lindlar.

## Geschichte
Oberclev wurde erstmals im 13. Jahrhundert als Overcleve urkundlich erwähnt. Clef, Clev, Klev ist eine alte Form von Klippe (vergleiche lateinisch clivus = „Hügel“).
Der Ort ist auf der Topographischen Aufnahme der Rheinlande von 1824 als Ober Klef und auf der Preußischen Uraufnahme von 1840 als Oberklef verzeichnet.
Ab der Preußischen Neuaufnahme von 1892 ist er auf Messtischblättern regelmäßig als Oberklef oder Oberclef verzeichnet.
1822 lebten 27 Menschen im als Hof kategorisierten und (Oberst-)Klief bezeichneten Ort.
1830 hatte der Ort 29 Einwohner und wurde mit Oberst-Klief bezeichnet.
Der 1845 laut der Uebersicht des Regierungs-Bezirks Cöln als Hof kategorisierte Ort besaß zu dieser Zeit vier Wohnhäuser. Zu dieser Zeit lebten 35 Einwohner im Ort, davon alle katholischen Bekenntnisses.
Die Gemeinde- und Gutbezirksstatistik der Rheinprovinz führt Oberclev 1871 mit fünf Wohnhäusern und 26 Einwohnern auf.
1927 wurden die Bürgermeisterei Kürten in das Amt Kürten überführt. In der Weimarer Republik wurden 1929 die Ämter Kürten mit den Gemeinden Kürten und Bechen und Olpe mit den Gemeinden Olpe und Wipperfeld zum Amt Kürten zusammengelegt. Der Kreis Wipperfürth ging am 1. Oktober 1932 in den Rheinisch-Bergischen Kreis mit Sitz in Bergisch Gladbach auf.
1975 entstand aufgrund des Köln-Gesetzes die heutige Gemeinde Kürten, zu der neben den Ämtern Kürten, Bechen und Olpe ein Teilgebiet der Stadt Bensberg mit Dürscheid und den umliegenden Gebieten kam.